# Crocidura andamanensis
Chuột chù Andaman (Crocidura andamanensis) là một loài động vật có vú trong họ Chuột chù, bộ Soricomorpha. Loài này được Miller mô tả năm 1902. Nó là loài đặc hữu của Ấn Độ.